# Caithness Broch Centre

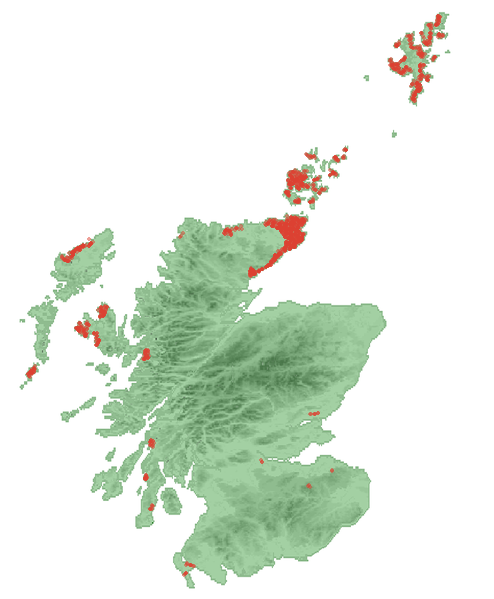
Verbreitung von Brochs

Das Caithness Broch Centre, (Ionad Bhroch Ghallaibh) ein Museum zur Erforschung der Brochs, befindet sich in der alten Schule von Auckengill, einem kleinen Weiler neben der Hauptstraße von Wick nach John o’ Groats in Caithness im äußersten Norden Schottlands.
In Schottland befinden sich die Reste von rund 500 Brochs. Die Verteilung der auf Schottland beschränkten Turmstrukturen hat ihre größte Dichte in Caithness, auf Orkney, auf den Shetlandinseln und einigen HebridenInseln. Die konischen, statisch in fortschrittlicher Bautechnik errichteten Rundtürme aus Trockenmauerwerk haben innerhalb der Mauern oft Galerien, Nischen, Treppen, Türvorrichtungen und Wächterzellen. Einige Brochs standen isoliert, andere lagen umgeben von Nebengebäuden. Die Architektur und Ausstattung innerhalb der Brochs variiert. Manche hatten im Inneren Feuerstellen und steinerne Raumteiler, während bei anderen lediglich Tierspuren gefunden wurden.

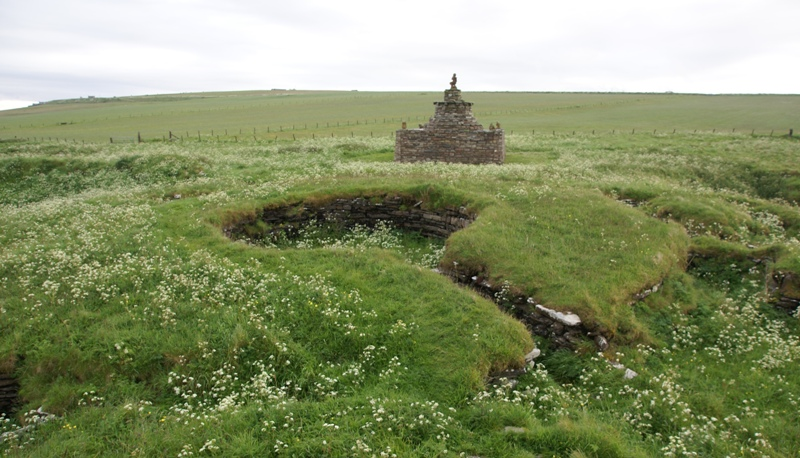
Der Broch von Nybster, im Vordergrund, ist Teil des Centre

Sie wurden in den letzten Jahrhunderten v. Chr. und den ersten Jahrhunderten n. Chr. erbaut und zuerst von Alexander Henry Rhind und Joseph Anderson erforscht. Ende des 19. und Anfang des 20. Jahrhunderts wurden mehr als eine Anlage pro Jahr ausgegraben. Francis Tress Barry (1825–1907) und John Nicolson übernahm eine Reihe von Ausgrabungen um die Sinclair’s-Bucht. Barry hat mehr Brochs ausgegraben als jeder andere.
Das Broch-Zentrum dient dazu, die in den Brochs geborgenen Hinterlassenschaften zu präsentieren. Es tut dies mittels Artefakten und Infotafeln. Gezeigt werden auch ein Brochmodell, verschiedene Werkzeuge, eine Sammlung von Gefäßen, Lampensockeln, Steinkugeln und Würfeln. Zu sehen sind Modelle der Wikingersiedlung Freswick und ein Wikinger-Langschiff. Das übergeordnete Thema ist der nahe gelegene, 2011 ausgegrabene Broch von Nybster. Das Museum ist der Ort des alljährlichen schottisch-skandinavischen Northlands Festivals.